# Сант'Еузанио дел Сангро
Сант'Еузанио дел Сангро (итал. Sant'Eusanio del Sangro) је насеље у Италији у округу Кјети, региону Абруцо.
Према процени из 2011. у насељу је живело 775 становника. Насеље се налази на надморској висини од 214 м.

## Становништво
Према резултатима пописа становништва 2011. у општини је живело 2.453 становника.
| 1931. | 1936. | 1951. | 1961. | 1971. | 1981. | 1991. | 2001. | 2011. |
| ----- | ----- | ----- | ----- | ----- | ----- | ----- | ----- | ----- |
| 2.962 | 3.091 | 3.127 | 2.884 | 2.458 | 2.533 | 2.543 | 2.451 | 2.453 |